# CFP-franc
CFP-franc (FP – Franc pacifique eller Franc des Colonies françaises du Pacifique) er den valuta, som anvendes i en møntunion, der omfatter tre franske områder i Stillehavet. Valutakoden er XPF. 1 franc = 100 centimes.
CFP-franc blev indført i december 1948, hvor den erstattede den tidligere franske franc.
En bekendtgørelse af 15. september 2021, som trådte i kraft den 26. februar 2022, definerer navnet CFP-franc som "francen for de franske samfund i Stillehavet"..
Efter oprettelsen af euroen har CFP-francen en fast vekselkurs overfor euroen til kurs 0,00838 euro (EUR), dvs. 1000 XPF = 8,38 EUR og 1 EUR = 119,33 XPF.

## Anvendelsesområde
Valutaen forvaltes af L’Institut d’Emission d’Outre-Mer (IEOM), der blev grundlagt i december 1948. IEOM har hovedkontor i Paris samt afdelinger i Papeete, Noumea og Mata-Utu.
CFP-francen bruges i tre territorier:
- Fransk Polynesien
- Ny Kaledonien
- Wallis og Futuna